# 滿樂時
滿樂時，是日本純種競賽馬匹，生涯稱霸一哩及中距離賽事，曾於2015年制霸春秋一哩賽及勝出香港一哩錦標，亦於2016年贏得冠軍一哩賽、秋季天皇賞及香港盃。
由於其生涯之中贏得日本國內及香港眾多賽事，而且於2016年浪琴表世界馬匹年終排名之中，以127分排名第五，為所有亞洲賽駒之首，因而獲得「亞洲一哩王」（アジアのマイル王）之稱號。

## 出賽前
2011年3月2日出生於北海道日高町戶川牧場，於拍賣會上被馬主兼北部牧場負責人吉田勝己之妻吉田和美以1050萬日圓購入。
其後交由栗東訓練中心練馬師吉田直弘訓練。

## 競賽生涯

### 2歲
2013年10月6日出戰京都競馬場2歲數新馬戰，於其中以優秀的表現及破京都競馬場1400米2歲馬紀錄的1分20.6秒完賽時間取得首勝。
其後出戰京王盃兩歲錦標，然而漏閘之下最終僅跑獲第六。
12月23日出戰條件戰萬兩賞，採取先行戰術下成功拋離一衆對手衝出，最終以1/2馬位優勢再度取得勝利。

### 3歲
2014年以1月的新山紀念作爲年度首戰，雖然賽前獲得第三人氣，但於其中以1.1秒之差敗於覓奇島獲得第五。
其後出戰春季錦標，縱然於直路上跑出不俗的追勢力並一路衝刺，但仍然未能勝過野薔薇、Asia Express及明淨之都取得第四。
5月10日出戰京都新聞盃，狀態不佳之下僅能跑獲第七，其後出戰公開賽白百合錦標亦只獲得第三。
完成白百合錦標後，其出現腰痛的症狀因而進入長期休養狀態。而當時陣營爲了令其養傷及恢復更快，決定安排其轉至隸屬美浦訓練中心、擅長馬體狀態管理的堀宣行馬房。

### 4歲
2015年1月25日於條件戰若潮賞復出，保持穩定的節奏下成功於直路一舉衝出奪得勝利，其後亦於角宿一錦標中以同樣方式取得連勝。
4月5日出戰三級賽打吡公爵挑戰盃，比賽初段漏閘需要於後方位置追走，但於比賽途中稍爲移前逐步發力。進入直路後，其隨即加速衝出並大幅拉開和後方的距離，最終以3 1/2馬位優勢及破紀錄的1分32.2秒時間壓贏第二的同期馬明淨之都，達成三連勝之餘，亦成功奪得首個分級賽冠軍。
短暫休養後出戰安田紀念，改由以前於京都新聞盃時經已夥拍過的川田將雅策騎。比賽開始後，其隨即採取較爲積極的策略搶佔位置，於約莫第三左右展開推進，並於比賽途中保持一貫的穩定節奏。進入直路後，騎師川田並未急於指揮其加速，而是於滿樂時進佔有利位置後才加鞭使其進入衝刺狀態，最終其成功憑借優秀的加速力以頸位壓贏萬千里，奪得首個一級賽冠軍。

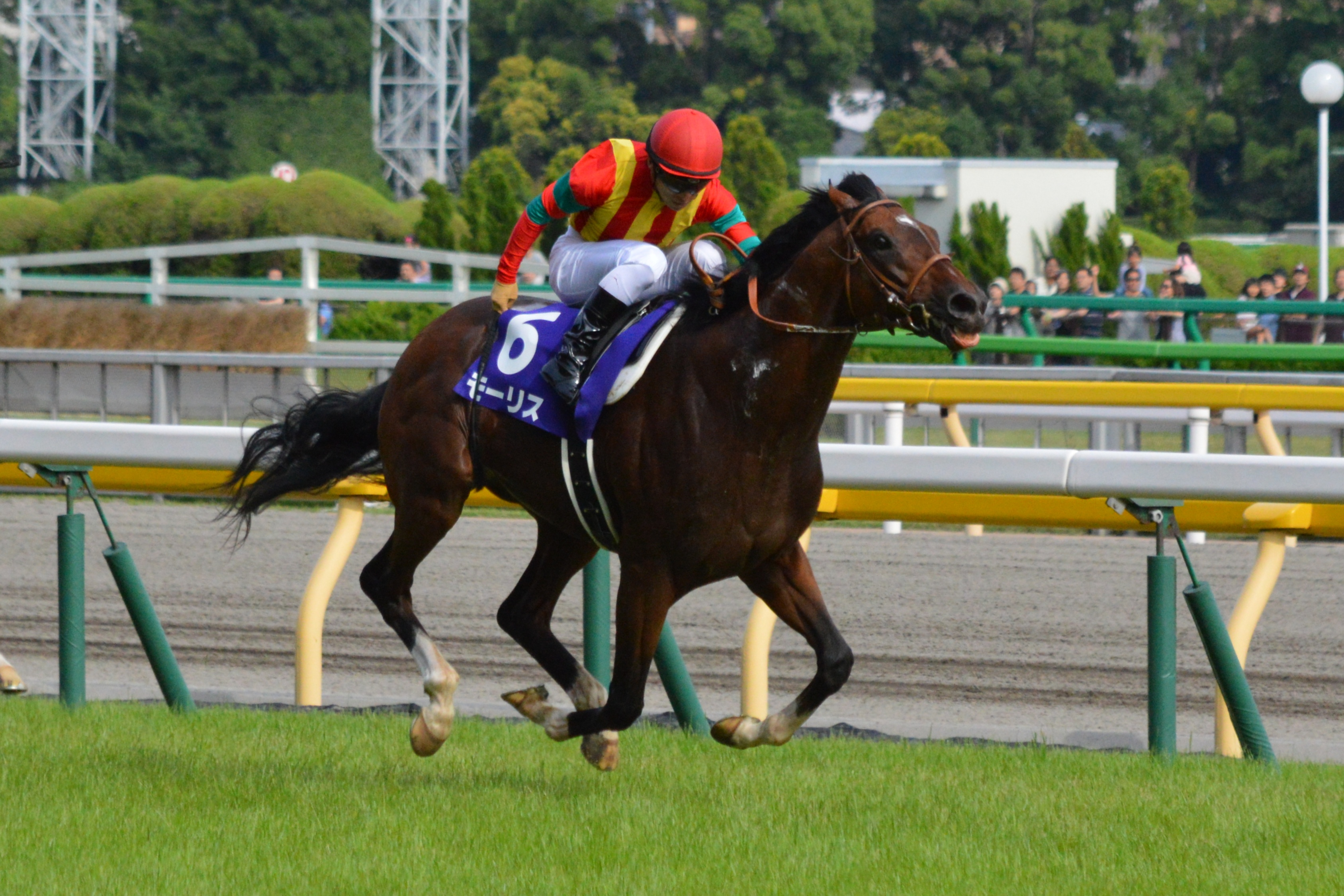
出戰安田紀念的滿樂時

進入秋季後原定以每日王冠作爲起動戰，但於訓練後出現明顯疲勞以避戰，改爲直走一哩冠軍賽。比賽開始後，其並未選擇佔據先頭位置，而是於約莫第九的中團位置展開推進。進入直路後，騎師莫雅指揮其抽出外檔加速，最終跑出全場第二快末腳速度之下以1 1/4馬位拋離第二的引以爲榮，成功制霸春秋一哩賽。

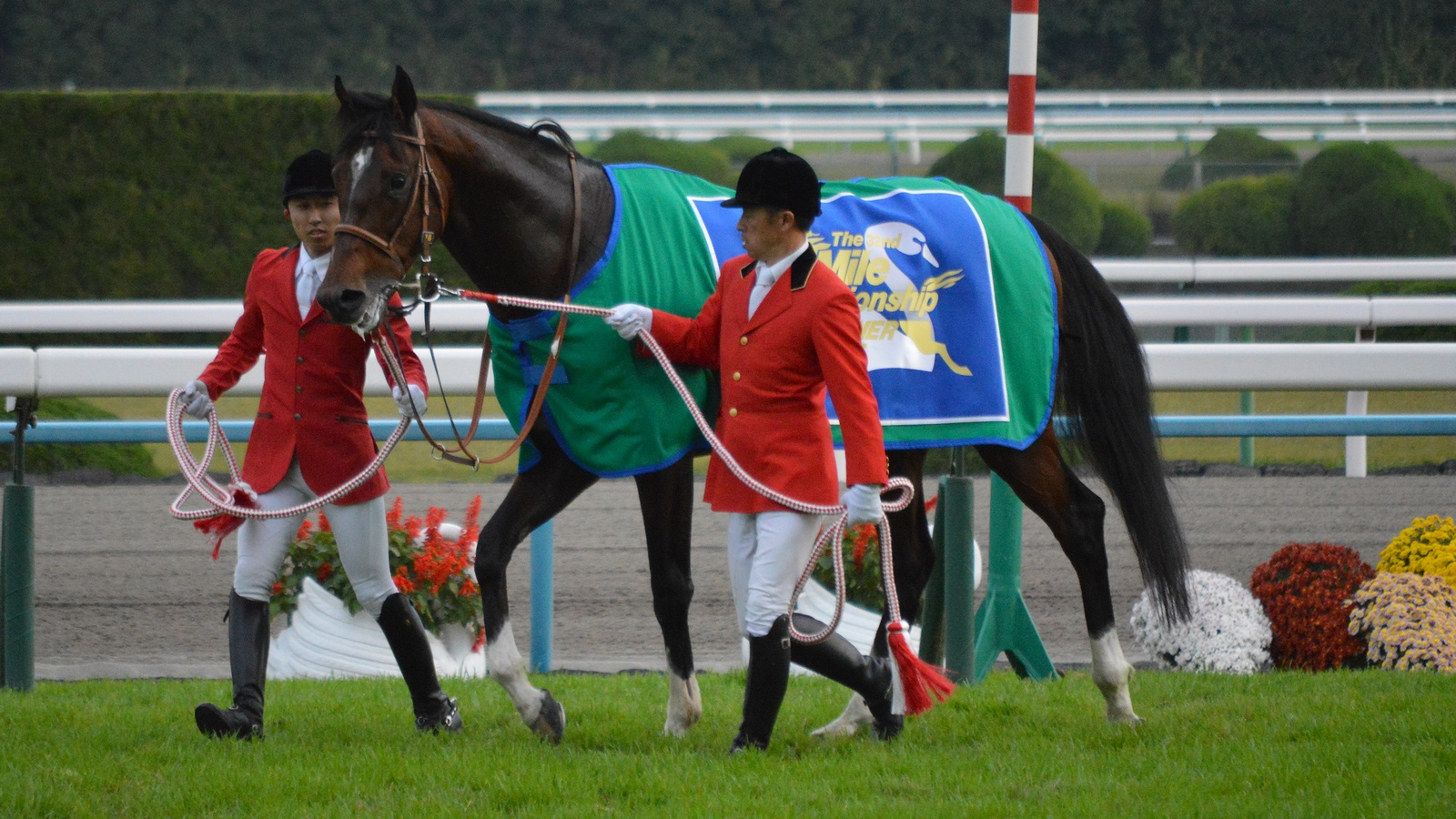
一哩冠軍賽頒獎儀式

其後陣營決定安排其遠征香港，出戰香港一哩錦標，賽前僅次於2014-15年度香港馬王步步友成為第二人氣的次熱門。比賽開始後，其採取一貫的習慣停留於約莫第七的中團位置追走，並於比賽途中逐步發力乘機向前進佔位置。進入直路後。滿樂時一直跟隨步步友於對手後方加速，而於最後100米步步友見弱的時候，滿樂時爆發速度衝刺，成功將步步友以及於內欄佔先的大印銀紙追過，最終以3/4馬位優勢奪冠，亦中止了香港賽駒由2006至2014年連勝九屆香港一哩錦標的佳績。
年末，由於其於年間六戰全勝且贏得三項一級賽的冠軍，因而在評選中以245票當選最佳短途馬，亦以215票問鼎日本馬王的寶座，可惜於最佳4歲及以上雄馬評選中以60票之差敗於贏得秋季天皇賞的朗日清天。

### 5歲
2016年年初陣營原定安排其遠征阿聯酋，出戰杜拜草地大賽，然而狀態未完全回復及以及曾被抓傷的關係，陣營最終選擇避戰並改爲出戰日程較後的冠軍一哩賽。賽前原定繼續夥拍上年度秋季的騎師莫雅，但由於其需要留在歐洲策騎的原因，因而由香港冠軍騎師莫雷拉執繮。比賽開始後，其順從本次比賽較慢的步速於約莫第四的位置推進，於比賽途中保持沉穩穩定的節奏。進入直路後，其展現優秀的反應不斷衝刺，最終以輕鬆的姿態及2馬位的優勢擊敗主隊馬詠彩繽紛奪冠。
回國後出戰安田紀念以連霸爲目標，雖然於賽前獲得第一人氣大熱門且於比賽途中表現出衆，可惜仍然無法阻止第八人氣伏兵標誌名駒一放到底，最終以1 1/4馬位落敗得第二。
進入秋季後轉戰中距離賽事，並以8月下旬的札幌紀念作爲熱身，並和來日客串的莫雷拉再度合作。然而於比賽途中，採用居中戰術的滿樂時受到天雨及軟地的影響，於直路上無法最大程度加速下未能超越領放的廄侶新寫實派，最終再度獲得第二。
完成札幌紀念後，陣營一度有安排其返回一哩戰線的意願，但於商討過後仍希望可以一試中距離的一級賽，因而繼續出戰10月30日的秋季天皇賞。比賽開始後，其採取先行戰術於約莫第五左右的位置展開推進，並於比賽途中一直順從平均的步速跑動。進入直路後，其抽出外檔望空加速，輕鬆運用餘力跑出全場最快末腳之下超越前方的賽駒，後續繼續保持衝刺下抵擋後方不撓真鋼及善得福的追擊，最終成功取得五個一級賽冠軍。

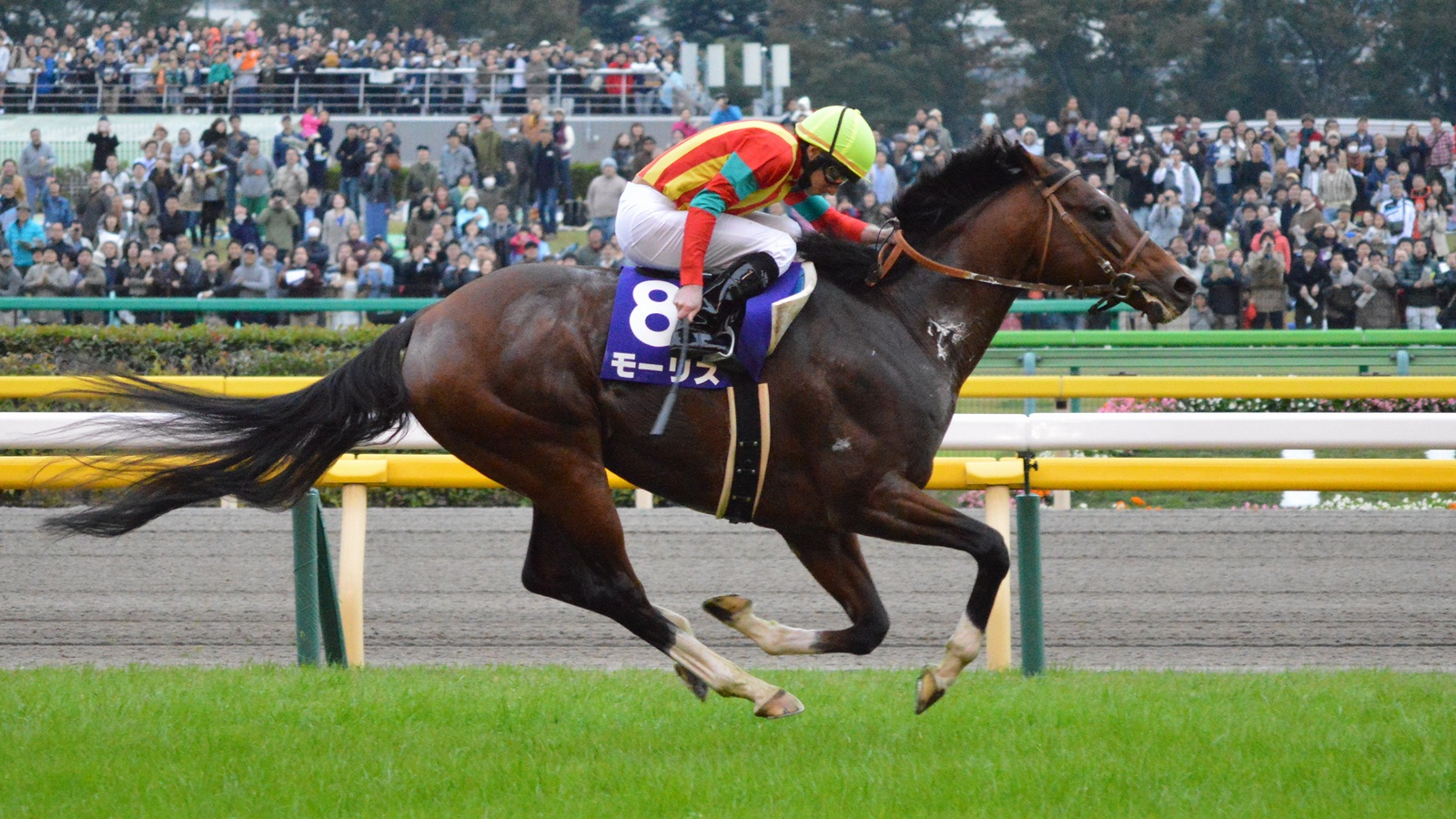
出戰秋季天皇賞的滿樂時

其後再度遠征香港出戰香港盃，並以此作爲退役戰，雖然本次比賽有諸如上年度盟主榮進之光等強敵參戰，但滿樂時仍然以1.6倍獨贏賠率取得第一人氣。比賽開始後，前方由典型的領放馬榮進之光帶出，滿樂時則再度因漏閘需要於後方追走。進入直路後，其於內欄位置突然穿插並成功衝出，於最後150米取得領先後繼續保持速度，最終以2馬位優勢壓贏主隊馬天才再度取得一級賽優勝。
回國後按照計劃退役，並於2017年1月15日在中山競馬場舉行退役儀式。
年末，雖然其於年內三勝一級賽，但於最佳4歲及以上雄馬及日本馬王評選中一票未得，最終僅獲得JRA賞特別賞。

### 詳細賽績
| 日期       | 舉辦國家 | 馬場 | 距離   | 級別 | 賽事名稱       | 負重 | 騎師     | 馬號 | 出馬 | 名次 | 時間    | 頭馬（二馬）       |
| ---------- | -------- | ---- | ------ | ---- | -------------- | ---- | -------- | ---- | ---- | ---- | ------- | ------------------ |
| 6/10/2013  | 日本     | 京都 | 草1400 |      | 2歲新馬        | 55   | 內田博幸 | 4    | 4    | 1    | 1:20.6  | （Invoke）         |
| 9/11/2013  | 日本     | 東京 | 草1400 | GII  | 京王盃兩歲錦標 | 55   | 莫雅     | 8    | 5    | 6    | 1:23.5  | Karada Legend      |
| 23/12/2013 | 日本     | 阪神 | 草1400 |      | 万兩賞         | 55   | 川田將雅 | 8    | 7    | 1    | 1:22.7  | （Fermezza）       |
| 12/1/2014  | 日本     | 京都 | 草1600 | GIII | 新山紀念       | 56   | 内田博幸 | 11   | 7    | 5    | 1:34.9  | 覓奇島             |
| 23/3/2014  | 日本     | 中山 | 草1800 | GII  | 春季錦標       | 56   | 川田將雅 | 5    | 3    | 4    | 1:48.8  | 野薔薇             |
| 10/5/2014  | 日本     | 京都 | 草2200 | GII  | 京都新聞盃     | 56   | 川田將雅 | 17   | 8    | 7    | 2:11.5  | 萩野動力           |
| 31/5/2014  | 日本     | 京都 | 草1800 | OP   | 白百合錦標     | 56   | 濱中俊   | 1    | 1    | 3    | 1:45.2  | 善得福             |
| 25/1/2015  | 日本     | 中山 | 草1600 |      | 若潮賞         | 56   | 貝利     | 7    | 4    | 1    | 1:33.7  | （Sakura d'Amour） |
| 7/3/2015   | 日本     | 中山 | 草1800 |      | 角宿一錦標     | 57   | 戶崎圭太 | 1    | 1    | 1    | 1:50.2  | （Daiwa Liberal）  |
| 5/4/2015   | 日本     | 中山 | 草1600 | GIII | 打吡公爵挑戰盃 | 55   | 戶崎圭太 | 10   | 5    | 1    | 1:32.2  | （明淨之都）       |
| 7/6/2015   | 日本     | 東京 | 草1600 | GI   | 安田紀念       | 58   | 川田将雅 | 6    | 3    | 1    | 1:32.0  | （萬千里）         |
| 22/11/2015 | 日本     | 京都 | 草1600 | GI   | 一哩冠軍賽     | 57   | 莫雅     | 16   | 8    | 1    | 1:32.8  | （引以為榮）       |
| 13/12/2015 | 香港     | 沙田 | 草1600 | GI   | 香港一哩錦標   | 57   | 莫雅     | 2    | 11   | 1    | 1.33.92 | （大印銀紙）       |
| 1/5/2016   | 香港     | 沙田 | 草1600 | GI   | 冠軍一哩賽     | 57   | 莫雷拉   | 1    | 6    | 1    | 1.34.08 | （詠彩繽紛）       |
| 5/6/2016   | 日本     | 東京 | 草1600 | GI   | 安田紀念       | 58   | 貝湯美   | 8    | 6    | 2    | 1:33.2  | 標誌名駒           |
| 21/8/2016  | 日本     | 札幌 | 草2000 | GII  | 札幌紀念       | 57   | 莫雷拉   | 15   | 8    | 2    | 2:02.0  | 新寫實派           |
| 30/10/2016 | 日本     | 東京 | 草2000 | GI   | 秋季天皇賞     | 58   | 莫雅     | 8    | 5    | 1    | 1:59.3  | （不撓真鋼）       |
| 11/12/2016 | 香港     | 沙田 | 草2000 | GI   | 香港盃         | 57   | 莫雅     | 2    | 8    | 1    | 2:00.95 | （天才）           |

## 退役後
退役後，滿樂時成爲了配種馬，於北海道安平町社台Stallion Station休養，在2017年進行配種，日本配種季過後亦會前往澳洲新南威爾士州阿羅菲爾德育馬場進行穿梭配種，首批子嗣於2018年出生。首批子嗣可於2020年出賽，7月11日經已由中央的子嗣在新馬戰中取勝。2021年1月10日，妙發靈機在新山紀念取勝，成爲首匹勝出一級賽的子嗣。10月3日，妙發靈機於短途馬錦標取勝，成爲首匹勝出一級賽的滿樂時子嗣。

### 主要子嗣

#### 一級賽優勝馬
粗體字為一級賽
2018年生
- 金積驥（金鯱賞、札幌紀念、大阪盃）
- 吉典娜（產經賞、女皇伊利沙伯二世盃）
- 妙發靈機（新山紀念、短途馬錦標）
- 一個勁（ 維多利亞打吡、 澳洲堅尼、 澳洲打吡）
- 滿志（ 阿羅非爾德三歲短途錦標、 東奔一萬錦標）

2021年生
- 喜迅升（朝日盃未來錦標）

#### 分級賽優勝馬
2018年生
- 北橋（葉森盃、美國賽馬會盃、札幌紀念）
- Shigeru Pink Ruby（雌馬賽）
- 神姬（府中牝馬錦標）
- 靈感莊園（獵鷹錦標）

2019年生
- 摩天雲霄（中山紀念）
- 名劍（中山金盃）
- Sunrise Amour（星團盃）
- Kafuji Octagon（獵豹錦標）
- 爽爽海風（中京紀念、中山金盃）
- 奔滿（ 奇勒錦標）
- 殷殷寄望（ 上進錦標）

2020年生
- Nocking Point（新潟紀念）
- Genzano（ 紐卡素賽馬會春季錦標）

2021年生
- Strauss（東京體育盃兩歲錦標）
- 野田冰峰（獵鷹錦標、天鵝錦標）

2022年生
- 美藝全速（沙特阿拉伯皇家盃）

#### 在香港服役的子嗣
由2021-2022年度馬季開始，滿樂時已有子嗣在香港服役，包括：「中華英雄」、「高份數」、「請不要問」、「星之寶」、「北海盜」、「平海之星」、「星之願」、「綠色巨人」、「紅衣醒目」、「滿洛城」。

## 血統簡介
父系銀幕英雄爲日本賽駒，生涯戰績不俗，曾勝出一級賽日本盃。祖父草上飛爲美國生產的日本賽駒，生涯戰績優秀，曾勝出朝日盃三歲錦標及寶塚紀念，亦曾連霸有馬紀念。
母系Mejiro Frances爲日本賽駒，生涯出戰八場賽事全敗。外祖父嘉年傑爲愛爾蘭生產的法國賽駒，生涯戰績優秀，曾勝出凱旋門大賽及聖格盧大賽。

### 血統表
| 父線：雷弼圖系（Hail to Reason系）                   |                                  |                |                |
| 種馬 銀幕英雄 2004年（栗色）                         | 草上飛 1995年（栗色）            | Silver Hawk    | 雷弼圖         |
| 種馬 銀幕英雄 2004年（栗色）                         | 草上飛 1995年（栗色）            | Silver Hawk    | Gris Vitesse   |
| 種馬 銀幕英雄 2004年（栗色）                         | 草上飛 1995年（栗色）            | Ameriflora     | 單色           |
| 種馬 銀幕英雄 2004年（栗色）                         | 草上飛 1995年（栗色）            | Ameriflora     | Graceful Touch |
| 種馬 銀幕英雄 2004年（栗色）                         | Running Heroine 1993年（棗色）   | 週日寧靜       | Halo           |
| 種馬 銀幕英雄 2004年（栗色）                         | Running Heroine 1993年（棗色）   | 週日寧靜       | Wishing Well   |
| 種馬 銀幕英雄 2004年（栗色）                         | Running Heroine 1993年（棗色）   | Dyna Actress   | 北方風味       |
| 種馬 銀幕英雄 2004年（栗色）                         | Running Heroine 1993年（棗色）   | Dyna Actress   | Model Sport    |
| 繁殖雌馬 Mejiro Frances 2001年（棗色）               | 嘉年傑 1999年（棗色）            | 鞍匠井         | 北地舞人       |
| 繁殖雌馬 Mejiro Frances 2001年（棗色）               | 嘉年傑 1999年（棗色）            | 鞍匠井         | Fairy Bridge   |
| 繁殖雌馬 Mejiro Frances 2001年（棗色）               | 嘉年傑 1999年（棗色）            | Detroit        | 河人           |
| 繁殖雌馬 Mejiro Frances 2001年（棗色）               | 嘉年傑 1999年（棗色）            | Detroit        | Derna          |
| 繁殖雌馬 Mejiro Frances 2001年（棗色）               | Mejiro Monterey 1986年（深棗色） | Mogami         | 利法爾         |
| 繁殖雌馬 Mejiro Frances 2001年（棗色）               | Mejiro Monterey 1986年（深棗色） | Mogami         | No Luck        |
| 繁殖雌馬 Mejiro Frances 2001年（棗色）               | Mejiro Monterey 1986年（深棗色） | Mejiro Quincey | Fidion         |
| 繁殖雌馬 Mejiro Frances 2001年（棗色）               | Mejiro Monterey 1986年（深棗色） | Mejiro Quincey | Mejiro Bosatsu |
| 雌系：號族：10-d                                     |                                  |                |                |
| 五代內近親交配：北地舞人 5×5×4×5、Hail to Reason 5×5 |                                  |                |                |

## 命名由來
名字Maurice（モーリス）出自法國編舞者和舞劇導演莫里斯·貝嘉之名字，亦為的法語國名，香港採音譯翻譯為「滿樂時」。

## 外部連結
- 滿樂時 netkeiba.com （页面存档备份，存于）
- 滿樂時 jbis.or.jp （页面存档备份，存于）
- 血統表 （页面存档备份，存于）